# グルコン酸ナトリウム
グルコン酸ナトリウム（グルコンさんナトリウム、sodium gluconate）はグルコン酸のナトリウム塩で、化学式C6H11O7Naで表される有機化合物。日本では、1998年9月に新しく食品添加物（E576）に指定された。

## 生成
D-グルコース（ブドウ糖）を原料とし、水酸化ナトリウムでpHを調整しながら微生物発酵させることで得られる。グルコン酸は、グルコースの1位アルデヒドがカルボン酸へと酸化されている。

## 用途
タンパク質の冷凍変性防止作用や水分活性低下効果、キレート作用などを持つ。
食品添加物としてはパックライス、味噌・醤油、魚肉練り製品、パン、プロセスチーズなどに調味料、pH調整剤、イーストフード、乳化剤、発酵調整剤などとして使用される。工業用としては金属処理、繊維工業における漂白・糊抜き、製紙工業における漂白・脱墨、コンクリートの凝結遅延剤などとして使用される。

## 安全性
可燃性があり、燃焼により一酸化炭素を生じる。